# 卡爾盧巴格
卡爾盧巴格 是位於克羅埃西亞亞德里亞海沿岸的一座小鎮，擁有悠久的歷史。卡爾盧巴格在2001年人口普查時有人口1,019人，其中92.44%是克羅埃西亞人。卡爾盧巴格現在主要的產業是漁業和旅遊業。此外卡爾盧巴格還有克羅埃西亞唯一一處世界生物圈保護區。

## 外部連結
- Karlobag official site （页面存档备份，存于）